# العلوص (ليبيا)
العلوص : هي منطقة ساحلية تقع شمال غرب ليبيا وتبعد عن العاصمة طرابلس حوالي 95 كم تقريبًا وتبعد عن مدينة الخمس حوالي 38 كم وتتبع بلدية قصر الأخيار  تحدها شرقًا منطقة غنيمة وغربًا القره بوللي]] عبر الطريق الساحلي السريع وشمالًا شاطئ البحر وجنوبًا مدينة مسلاتة وكانت تتبع شعبية المرقب قبل ثورة فبراير عام 2011 ،  إلى أن انضمت إلى بلدية قصر الأخيار اللي تضم العلوص و الثمانين و قصر الأخيار .